# 청화구

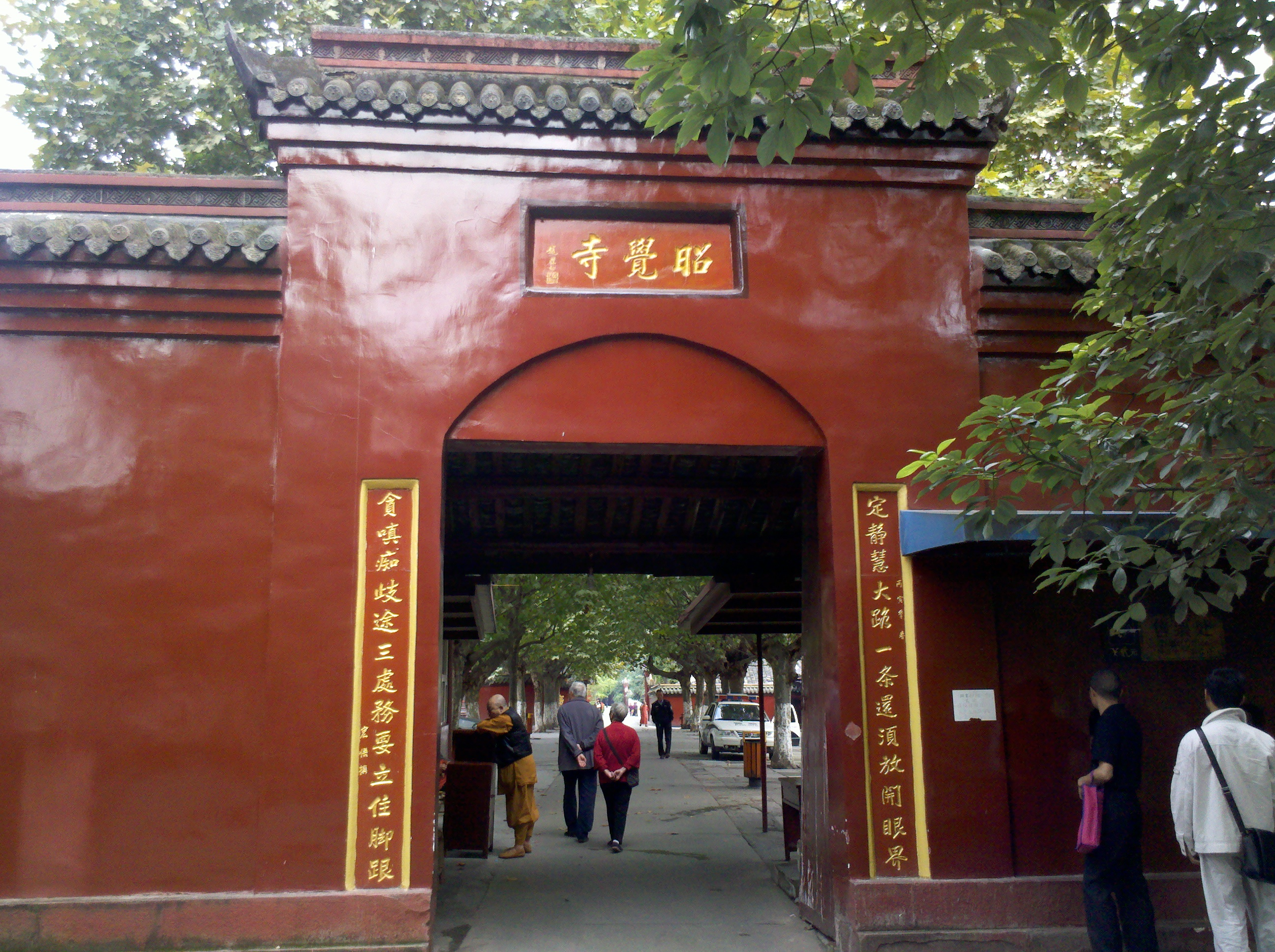

청화구(한국어: 성화구, 중국어: 成华区, 병음: Chénghuá Qū)는 중화인민공화국 쓰촨성 청두시의 현급 행정구역이다. 넓이는 109km2이고, 인구는 2007년 기준으로 620,000명이다.

## 기후
연평균 기온은 16.2°C이고 연평균 강수량은 947mm이다.

## 행정 구역
14개 가도를 관할한다.
- 가도: 猛追湾街道, 双桥子街道, 建设路街道, 府青路街道, 二仙桥街道, 跳蹬河街道, 新鸿路街道, 双水碾街道, 万年场街道, 桃蹊路街道, 圣灯街道, 保和街道, 青龙街道, 龙潭街道.